# Nadezjda Asejeva
Nadezjda Asejeva (Russisch: Надежда Асеева) (Savasleyka, (District Koelebakski), 21 januari 1990) is een Russische langebaanschaatsster. De Russin staat bekend als een sprintster, gespecialiseerd op de 500m. Pas op 24-jarige leeftijd maakte ze haar debuut in een internationaal kampioenschap. 

## Records

### Persoonlijke records
| Afstand    | Tijd    | Datum            | Baan    |
| ---------- | ------- | ---------------- | ------- |
| 500 meter  | 37,70   | 25 februari 2017 | Calgary |
| 1000 meter | 1.14,80 | 26 februari 2017 | Calgary |
| 1500 meter | 2.04,22 | 18 februari 2010 | Kolomna |
| 3000 meter | 4.21,83 | 18 februari 2010 | Kolomna |
| 5000 meter | 7.42,51 | 23 maart 2008    | Kolomna |

## Resultaten
| Jaar | WK Sprint                | WK Afstanden |
| ---- | ------------------------ | ------------ |
| 2014 | 20e (20e, 21e, 21e, 21e) |              |
| 2015 | 12e (14e, 14e, 11e, 13e) | 14e 500m     |
| 2016 | 16e (16e, 17e, 14e, 14e) | 15e 500m     |
| 2017 | 13e (9e, 19e, 8e, 13e)   | 13e 500m     |